# شون فين
شون فين (بالإنجليزية: Sean Finn)‏ (1 نوفمبر 1978 بدبلن في جمهورية أيرلندا - ) هو لاعب كرة قدم أيرلندي في مركز الوسط. لعب مع نادي دوندالك ونادي كلية جامعة دبلن وووترفورد يونايتد وSalem City FC ‏ وأتلانتا سيلفرباكس.